# Attentato di Istanbul del 2022
Il 13 novembre 2022, si è verificata un'esplosione a İstiklal Caddesi, nel quartiere Beyoğlu di Istanbul, alle 16:20 ora locale. Secondo il governatore di Istanbul, Ali Yerlikaya, il bombardamento ha causato almeno sei morti e 81 feriti. Una donna, Ahlam Albashir, ha lasciato una borsa sul viale ed è la principale sospettata dell'attacco terroristico. Nessun gruppo terroristico ne ha ancora rivendicato la responsabilità.
Tale via era già stata presa di mira da attacchi terroristici nel 2015 e nel 2016 da parte dello Stato Islamico e dai separatisti curdi.
Il giorno successivo, il Ministro degli Interni Süleyman Soylu ha accusato il Partito dei Lavoratori del Kurdistan (PKK) di essere dietro l'attacco e ha annunciato l'arresto del presunto attentatore e di altre 50 persone. Sostiene che l'attacco è stato ordinato dalla città curda siriana di Kobane. Secondo le autorità turche, il sospetto ha ammesso di aver ricevuto l'"ordine" dal "PKK-YPG-PYD". Il governo turco considera ufficialmente la milizia curda siriana YPG (Unità di Protezione del Popolo) e il suo braccio politico PYD (Partito dell'Unione Democratica), come propaggini del PKK, il che ha giustificato diverse offensive militari turche in Siria nel 2016, 2018 e 2019.
Il PKK invia le proprie condoglianze alle vittime e afferma di non aver compiuto l'attacco e che si tratta di una messinscena turca per giustificare un attacco a Kobane. Gli investigatori non escludono la responsabilità dello Stato Islamico (ISIS). I dubbi sono cresciuti quando la stampa turca ha rivelato che il fratello del principale sospettato arrestato, Ahlam Al-Bashir, è un membro di alto livello dell'Esercito nazionale siriano, una coalizione di gruppi ribelli sostenuta da Ankara, e che la stessa presunta terrorista sarebbe legata alla Brigata Sultan Murad, un gruppo jihadista filo-turco che combatte le milizie curde in Siria.
Sostenendo di agire come rappresaglia per l'attacco, il 20 novembre la Turchia ha iniziato a bombardare le regioni curde in Siria e Iraq, uccidendo decine di persone.

## Contesto
Molti attentati terroristici sono stati compiuti a Istanbul, principalmente da islamisti radicali e nazionalisti curdi. Tra questi vi è anche un attentato suicida di matrice islamica nella stessa area, il quale ha ucciso quattro persone nel 2016. Tuttavia, il fatto che gli attentati non siano ancora rivendicati da alcun gruppo terroristico è inusuale.

## Esplosione
L'esplosione è avvenuta a İstiklal Caddesi, una popolare zona turistica e una delle strade principali che portano a Piazza Taksim. Secondo il notiziario turco OdaTV, l'esplosione è stata causata da un ordigno esplosivo improvvisato e una donna non ancora identificata è stata coinvolta nell'attentato. L'esplosione ha provocato la rottura di finestre nei palazzi circostanti e le immagini che circolano sui social media hanno mostrato diverse persone sanguinanti. Sul posto sono intervenuti i vigili del fuoco e le ambulanze per soccorrere le vittime. La polizia ha allestito un perimetro intorno alla scena del crimine e ha vietato ai non residenti di entrare a İstiklal Caddesi e in piazza Taksim.

## Vittime
Almeno sei persone sono state uccise e almeno ottantuno persone sono rimaste ferite dall'esplosione. Secondo quanto riferito dal ministro della Famiglia e dei Servizi Sociali, Derya Yanık, due delle persone uccise erano Yusuf Meydan, un membro dello stesso ministero, e sua figlia. Degli ottantuno ricoverati in ospedale, trentanove sono stati dimessi lo stesso giorno, mentre cinque sono stati ricoverati in terapia intensiva.

## Indagini
Sebbene siano stati individuati alcuni aspetti chiave dell'evento, non è ancora chiaro quale sia stato il movente dell'attentato. Il ministro della Giustizia Bekir Bozdag ha detto che una donna è stata filmata seduta su una panchina per circa 40 minuti e che se n'è andata poco prima dell'esplosione. Il presidente turco Recep Tayyip Erdoğan ha prontamente condannato l'attacco; i primi rapporti del governatore di Istanbul hanno evidenziato le caratteristiche di un attentato terroristico. L'ufficio del capo della procura di Istanbul ha aperto un'indagine subito dopo l'attacco e almeno otto pubblici ministeri sono stati assegnati al caso.

## Censura
Circa un'ora dopo l'esplosione, il tribunale penale di Istanbul ha emesso un divieto di trasmissione di tutte le notizie audiovisive relative all'incidente per i siti di social media. Solo le interviste con funzionari governativi possono essere riportate. CNN Türk e TRT hanno quindi smesso di riferire aggiornamenti sull'incidente. La velocità di Internet in tutta la Turchia e l'accesso a piattaforme di social media come Twitter sono state notevolmente ridotti a causa dell'evento.

## Reazioni internazionali
Il sindaco di Istanbul Ekrem İmamoğlu ha ispezionato il luogo dell'esplosione e il ministro della Sanità Fahrettin Koca ha riferito che le vittime erano in cura negli ospedali nelle vicinanze. Molti leader politici hanno espresso le loro condoglianze ai media, affermando anche che l'evento è stato un caso di terrorismo. Il presidente Erdoğan ha rilasciato una dichiarazione, affermando: "Dopo l'infido attacco, i nostri membri della polizia sono andati sul posto e i nostri feriti sono stati inviati negli ospedali circostanti. I tentativi di conquistare la Turchia e la nazione turca attraverso il terrorismo non raggiungeranno saranno vani sia oggi che in futuro, allo stesso modo in cui sono falliti ieri."
Il presidente dell'Azerbaigian İlham Əliyev si è detto "profondamente scosso" dai bombardamenti e ha espresso le sue condoglianze. Il portavoce del ministero degli Esteri pakistano ha affermato di condannare l'attacco e di essere al fianco del popolo turco nella lotta al terrorismo. Il ministro degli Esteri dell'Uzbekistan Vladimir Norov ha esplicitato le sue condoglianze, augurando ai feriti una pronta guarigione. Il vice primo ministro giordano Ayman Safadi ha condannato fortemente il "terribile attacco terroristico" e ha espresso solidarietà al popolo turco. Il ministero degli Affari esteri indiano Arindam Bagchi ha annunciato le sue più sentite condoglianze e ha offerto la sua solidarietà alla Turchia. Le condoglianze sono state offerte anche da organizzazioni internazionali come il Consiglio europeo e la NATO, nonché da leader stranieri, con condoglianze estese da luoghi come Ucraina, Italia, Grecia e Austria.